# A.S.A. Crew
A.S.A. Crew – pierwszy długogrający album crossoverowego japońskiego zespołu Maximum the Hormone.

## Lista utworów
1. See The Sea
2. Purple Fire Tail
3. The Claim Of Youth 2
4. Fake
5. Shine
6. Pineapple
7. Lost Crap Your Life
8. You Can't Escape
9. The Claim Of Youth
10. Kipo#40
11. Gimme Coke